# Asaphomorpha nigra
Asaphomorpha nigra is een keversoort uit de familie bladsprietkevers (Scarabaeidae). De wetenschappelijke naam van de soort is voor het eerst geldig gepubliceerd in 1891 door Nonfried.